# Discografia di Polo G
La discografia di Polo G, rapper statunitense, è composta da quattro album in studio e oltre sessanta singoli, di cui ventisette in collaborazione con altri artisti.
Polo G ha raggiunto la fama nel 2018 in seguito al suo singolo Finer Things, che gli ha procurato un contratto discografico con la Columbia Records. Il suo primo brano a classificarsi nella Billboard Hot 100 è stato il singolo Pop Out, che ha debuttato alla novantacinquesima posizione della classifica e ha raggiunto l'undicesima in seguito all'uscita del suo album in studio di debutto, Die a Legend, che invece ha raggiunto la sesta posizione della Billboard 200. Il suo secondo album, The Goat, è uscito il 15 maggio 2020 e ha debuttato alla seconda posizione della Billboard 200.
Nel 2021 il suo singolo Rapstar ha debuttato alla prima posizione della Billboard Hot 100 e ci è rimasta per due settimane, diventando così il primo brano del rapper a raggiungere la vetta della classifica. Ha pubblicato il suo terzo album in studio Hall of Fame a giugno dello stesso anno. L'album ha raggiunto la prima posizione della Billboard 200 nella sua prima settimana.

## Album

### Album in studio
| Anno                                                                                          | Titolo e dettagli                                                                                           | Posizioni massime in classifica | Posizioni massime in classifica | Posizioni massime in classifica | Posizioni massime in classifica | Posizioni massime in classifica | Posizioni massime in classifica | Posizioni massime in classifica | Posizioni massime in classifica | Posizioni massime in classifica | Certificazioni                                         |
| Anno                                                                                          | Titolo e dettagli                                                                                           | USA                             | AUS                             | AUT                             | CAN                             | DEN                             | IRE                             | NLD                             | NZL                             | UK                              | Certificazioni                                         |
| --------------------------------------------------------------------------------------------- | --- | ------------------------------- | ------------------------------- | ------------------------------- | ------------------------------- | ------------------------------- | ------------------------------- | ------------------------------- | ------------------------------- | ------------------------------- | ------------------------------------------------------ |
| 2019                                                                                          | Die a Legend - Pubblicato: 7 giugno 2019 - Etichetta: Columbia - Formati: Download digitale, streaming      | 6                               | —                               | —                               | 8                               | —                               | —                               | 83                              | —                               | —                               | - USA: Platino - CAN: Oro - DEN: Oro                   |
| 2020                                                                                          | The Goat - Pubblicato: 15 maggio 2020 - Etichetta: Columbia - Formati: Download digitale, streaming         | 2                               | 10                              | 2                               | 2                               | 2                               | 5                               | 11                              | 20                              | 6                               | - USA: Platino (2) - DEN: Oro - NZL: Oro - UK: Argento |
| 2021                                                                                          | Hall of Fame - Pubblicato: 11 giugno 2021 - Etichetta: Columbia - Formati: CD, download digitale, streaming | 1                               | 3                               | 3                               | 2                               | 2                               | 3                               | 3                               | 2                               | 3                               | - USA: Oro                                             |
| 2024                                                                                          | Hood Poet - Pubblicato: 9 agosto 2024 - Etichetta: Columbia - Formati: CD, download digitale, streaming     | 28                              | —                               | —                               | 64                              | —                               | —                               | —                               | —                               | —                               | /                                                      |
| "—" indica che l'opera non si è classificata o che non è stata pubblicata in quel territorio. | |                                 |                                 |                                 |                                 |                                 |                                 |                                 |                                 |                                 |                                                        |

## Singoli

### Come artista principale
| Anno                                                                                          | Titolo                                                              | Classifiche | Classifiche | Classifiche | Classifiche | Classifiche | Classifiche | Classifiche | Classifiche | Certificazioni                                                                              | Album di provenienza                               |
| Anno                                                                                          | Titolo                                                              | USA         | AUS         | CAN         | IRL         | NZL         | POR         | SWE         | UK          | Certificazioni                                                                              | Album di provenienza                               |
| --------------------------------------------------------------------------------------------- | ------------------------------------------------------------------- | ----------- | ----------- | ----------- | ----------- | ----------- | ----------- | ----------- | ----------- | ------------------------------------------------------------------------------------------- | -------------------------------------------------- |
| 2018                                                                                          | Neva Cared                                                          | —           | —           | —           | —           | —           | —           | —           | —           |                                                                                             | /                                                  |
| 2018                                                                                          | The Come Up                                                         | —           | —           | —           | —           | —           | —           | —           | —           |                                                                                             | /                                                  |
| 2018                                                                                          | Gang withMe                                                         | —           | —           | —           | —           | —           | —           | —           | —           |                                                                                             | /                                                  |
| 2018                                                                                          | Hollywood                                                           | —           | —           | —           | —           | —           | —           | —           | —           |                                                                                             | /                                                  |
| 2018                                                                                          | Finer Things                                                        | —           | —           | —           | —           | —           | —           | —           | —           | - USA: Platino (2) - CAN: Oro                                                               | Die a Legend                                       |
| 2019                                                                                          | Battle Cry                                                          | —           | —           | —           | —           | —           | —           | —           | —           | - USA: Oro                                                                                  | Die a Legend                                       |
| 2019                                                                                          | Pop Out (feat. Lil Tjay)                                            | 11          | 73          | 12          | 61          | —           | 73          | 87          | 41          | - USA: Platino (6) - CAN: Platino (6) - AUS: Oro - DAN: Oro - UK: Oro                       | Die a Legend                                       |
| 2019                                                                                          | Deep Wounds                                                         | —           | —           | —           | —           | —           | —           | —           | —           | - USA: Oro                                                                                  | Die a Legend                                       |
| 2019                                                                                          | Pop Out Again (feat. Lil Baby & Gunna)                              | —           | —           | —           | —           | —           | —           | —           | —           |                                                                                             | Die a Legend                                       |
| 2019                                                                                          | Heartless (feat. Mustard)                                           | 103         | —           | —           | —           | —           | —           | —           | —           | - USA: Platino - CAN: Platino                                                               | The Goat                                           |
| 2020                                                                                          | First Place (con Lil Tjay)                                          | —           | —           | —           | —           | —           | —           | —           | —           | - USA: Oro                                                                                  | /                                                  |
| 2020                                                                                          | Go Stupid (con Stunna 4 Vegas e NLE Choppa feat. Mike Will Made It) | 60          | —           | 28          | 97          | —           | —           | —           | —           | - USA: Platino (2) - CAN: Platino                                                           | The Goat                                           |
| 2020                                                                                          | DND                                                                 | 84          | —           | —           | —           | —           | —           | —           | —           | - USA: Oro                                                                                  | The Goat                                           |
| 2020                                                                                          | Wishing for a Hero (feat. BJ the Chicago Kid)                       | 107         | —           | —           | —           | —           | —           | —           | —           |                                                                                             | The Goat                                           |
| 2020                                                                                          | Flex (feat. Juice Wrld)                                             | 30          | —           | 60          | 75          | —           | —           | —           | 91          | - USA: Platino (2) - CAN: Platino                                                           | The Goat                                           |
| 2020                                                                                          | Martin & Gina                                                       | 61          | 46          | 52          | 32          | —           | 196         | 79          | 53          | - USA: Platino (3) - AUS: Oro - CAN: Platino - UK: Oro                                      | The Goat                                           |
| 2020                                                                                          | Epidemic                                                            | 47          | —           | 41          | 46          | —           | —           | —           | 54          | - USA: Platino                                                                              | Hall of Fame                                       |
| 2021                                                                                          | GNF (OKOKOK)                                                        | 55          | —           | 55          | —           | —           | —           | —           | —           |                                                                                             | Hall of Fame                                       |
| 2021                                                                                          | Headshot (con Lil Tjay e Fivio Foreign)                             | 41          | —           | —           | —           | —           | 191         | —           | —           | - USA: Platino                                                                              | Destined 2 Win                                     |
| 2021                                                                                          | Rapstar                                                             | 1           | 4           | 1           | 2           | 1           | 18          | 5           | 3           | - USA: Platino (3) - AUS: Platino - NZL: Oro - POR: Oro - SWE: Oro - SWI: Oro - UK: Platino | Hall of Fame                                       |
| 2021                                                                                          | Gang Gang (con Lil Wayne)                                           | 33          | 67          | 34          | 42          | —           | —           | —           | 56          | - USA: Oro                                                                                  | Hall of Fame                                       |
| 2021                                                                                          | No Return (feat. The Kid Laroi & Lil Durk)                          | 26          | 33          | 26          | 40          | —           | —           | —           | 47          |                                                                                             | Hall of Fame                                       |
| 2021                                                                                          | Party Lyfe (feat. DaBaby)                                           | 85          | —           | 64          | —           | —           | —           | —           | —           | - USA: Oro                                                                                  | Hall of Fame                                       |
| 2021                                                                                          | Better Days (con Neiked e Mae Muller)                               | 35          | —           | 30          | 25          | —           | —           | —           | 52          |                                                                                             | Sorry I'm Late                                     |
| 2021                                                                                          | Bad Man (Smooth Criminal)                                           | 49          | 48          | 39          | 37          | —           | —           | —           | 47          |                                                                                             | Hall of Fame 2.0                                   |
| 2022                                                                                          | Distraction                                                         | 39          | —           | 31          | 70          | 7           | —           | —           | 61          | - USA: Oro                                                                                  | Hood Poet                                          |
| 2022                                                                                          | Bag Talk                                                            | —           | —           | —           | —           | 20          | —           | —           | —           |                                                                                             | /                                                  |
| 2022                                                                                          | My All                                                              | —           | —           | —           | —           | 11          | —           | —           | —           |                                                                                             | /                                                  |
| 2023                                                                                          | No Time Wasted (feat. Future)                                       | 69          | —           | 73          | —           | 17          | —           | —           | —           |                                                                                             | /                                                  |
| 2023                                                                                          | Heartbroken (con Diplo e Jessie Murph)                              | 64          | —           | 52          | —           | 11          | —           | —           | —           | - USA: Platino - NZL: Oro                                                                   | Diplo Presents Thomas Wesley, Chapter 1: Snake Oil |
| 2023                                                                                          | Barely Holdin' On                                                   | 68          | —           | 93          | —           | 4           | —           | —           | —           |                                                                                             | Hood Poet                                          |
| 2024                                                                                          | Sorrys & Ferraris                                                   | —           | —           | —           | —           | 20          | —           | —           | —           |                                                                                             | /                                                  |
| 2024                                                                                          | Angels in the Sky                                                   | —           | —           | —           | —           | 14          | —           | —           | —           |                                                                                             | Hood Poet                                          |
| 2024                                                                                          | We Uh Shoot (feat. Lil Durk)                                        | —           | —           | —           | —           | 27          | —           | —           | —           |                                                                                             | Hood Poet                                          |
| 2024                                                                                          | Way Out the Hood II (con Lil Tjay)                                  | —           | —           | —           | —           | —           | —           | —           | —           |                                                                                             | /                                                  |
| "—" indica che l'opera non si è classificata o che non è stata pubblicata in quel territorio. |                                                                     |             |             |             |             |             |             |             |             |                                                                                             |                                                    |

### In collaborazione
| Anno                                                                                          | Titolo                                                       | Classifiche | Classifiche | Classifiche | Classifiche | Classifiche | Classifiche | Classifiche | Classifiche | Classifiche | Certificazioni | Album di provenienza        |
| Anno                                                                                          | Titolo                                                       | USA         | AUS         | CAN         | DEN         | IRL         | LIT         | NLD         | NOR         | UK          | Certificazioni | Album di provenienza        |
| --------------------------------------------------------------------------------------------- | ------------------------------------------------------------ | ----------- | ----------- | ----------- | ----------- | ----------- | ----------- | ----------- | ----------- | ----------- | -------------- | --------------------------- |
| 2019                                                                                          | No Patience (CashMoneyAP feat. Polo G & NoCap)               | —           | —           | —           | —           | —           | —           | —           | —           | —           |                | /                           |
| 2019                                                                                          | Caroline (Calboy feat. Polo G)                               | —           | —           | —           | —           | —           | —           | —           | —           | —           |                | Wildboy                     |
| 2019                                                                                          | All In (Clever feat. Polo G & G Herbo)                       | —           | —           | —           | —           | —           | —           | —           | —           | —           |                | /                           |
| 2020                                                                                          | Marvelous (Quando Rondo feat. Polo G)                        | —           | —           | —           | —           | —           | —           | —           | —           | —           |                | QPac                        |
| 2020                                                                                          | 3 Headed Goat (Lil Durk feat. Lil Baby & Polo G)             | 43          | —           | 77          | —           | —           | —           | —           | —           | —           | - USA: Platino | Just Cause Y'all Waited 2   |
| 2020                                                                                          | Pricetag (Mozzy feat. Polo G & Lil Poppa)                    | —           | —           | —           | —           | —           | —           | —           | —           | —           |                | Beyond Bulletproof          |
| 2020                                                                                          | Watchu on Today (Bankrol Hayden feat. Polo G)                | —           | —           | —           | —           | —           | —           | —           | —           | —           |                | Pain is Temporary           |
| 2020                                                                                          | Doors Unlocked (Murda Beatz feat. Polo G & Ty Dolla $ign)    | —           | —           | —           | —           | —           | —           | —           | —           | —           |                | /                           |
| 2020                                                                                          | Purple (Charlie Sloth feat. Polo G & Deno)                   | —           | —           | —           | —           | —           | —           | —           | —           | —           |                | /                           |
| 2020                                                                                          | Bookbag 2.0 (BigKayBeezy feat. Polo G)                       | —           | —           | —           | —           | —           | —           | —           | —           | —           |                | Bad Intentions              |
| 2020                                                                                          | Bop It (Fivio Foreign feat. Polo G)                          | —           | —           | —           | —           | —           | —           | —           | —           | —           |                | TBA                         |
| 2020                                                                                          | The Code (King Von feat. Polo G)                             | 66          | —           | 90          | —           | —           | —           | —           | —           | —           | - USA: Oro     | Welcome to O'Block          |
| 2020                                                                                          | Goat Talk 2 (Hotboii feat. Polo G)                           | —           | —           | —           | —           | —           | —           | —           | —           | —           |                | /                           |
| 2021                                                                                          | Patience (KSI feat. Yungblud & Polo G)                       | 105         | 61          | 94          | 37          | 8           | 85          | 8           | 37          | 3           | - UK: Argento  | All Over the Place          |
| 2021                                                                                          | Richer (Rod Wave feat. Polo G)                               | 22          | —           | 74          | —           | —           | —           | —           | —           | —           |                | SoulFly                     |
| 2021                                                                                          | Beat Box 5 (SpotemGottem feat. Polo G)                       | —           | —           | —           | —           | —           | —           | —           | —           | —           |                | /                           |
| 2021                                                                                          | Wit Dat (TheHxliday feat. Polo G)                            | —           | —           | —           | —           | —           | —           | —           | —           | —           |                | The Most Beautiful Disaster |
| 2021                                                                                          | Ride Da Night (Kevin Gates feat. Polo G & Teejay3k)          | —           | —           | —           | —           | —           | —           | —           | —           | —           |                | F9 - The Fast Saga          |
| 2021                                                                                          | Bless His Soul (Fredo Bang feat. Polo G)                     | —           | —           | —           | —           | —           | —           | —           | —           | —           |                | TBA                         |
| 2021                                                                                          | Lurkin (Remix) (Funk Flex e King Von feat. Polo G)           | —           | —           | —           | —           | —           | —           | —           | —           | —           |                | /                           |
| 2021                                                                                          | On Go (Sheff G feat. Polo G)                                 | —           | —           | —           | —           | —           | —           | —           | —           | —           |                | TBA                         |
| 2021                                                                                          | Trenches (Remix) (Morray feat. Polo G)                       | —           | —           | —           | —           | —           | —           | —           | —           | —           |                | TBA                         |
| 2021                                                                                          | Prada (Remix) (Rich the Kid feat. Polo G)                    | —           | —           | —           | —           | —           | —           | —           | —           | —           |                | TBA                         |
| 2021                                                                                          | Not Sober (The Kid Laroi feat. Polo G)                       | 41          | 8           | 22          | 23          | 43          | 97          | 98          | —           | 42          |                | F*ck Love 3: Over You       |
| 2021                                                                                          | Last One Standing (Skylar Grey feat. Eminem, Polo G e Mozzy) | 78          | —           | 38          | —           | —           | —           | —           | 26          | 46          |                | Venom: Let There Be Carnage |
| 2021                                                                                          | Want It All (Burna Boy feat. Polo G)                         | —           | —           | —           | —           | —           | —           | —           | —           | —           |                | /                           |
| 2021                                                                                          | Jumpin (NLE Choppa feat. Polo G)                             | —           | —           | —           | —           | —           | —           | —           | —           | —           |                | Me Vs. Me                   |
| "—" indica che l'opera non si è classificata o che non è stata pubblicata in quel territorio. |                                                              |             |             |             |             |             |             |             |             |             |                |                             |

## Altri brani certificati o entrati in classifica
| Anno                                                                                          | Titolo                                                                     | Classifiche | Classifiche | Classifiche | Classifiche | Classifiche | Classifiche | Classifiche | Certificazioni                    | Album di provenienza |
| Anno                                                                                          | Titolo                                                                     | USA         | USA R&B     | AUS         | CAN         | IRL         | NZL         | UK          | Certificazioni                    | Album di provenienza |
| --------------------------------------------------------------------------------------------- | -------------------------------------------------------------------------- | ----------- | ----------- | ----------- | ----------- | ----------- | ----------- | ----------- | --------------------------------- | -------------------- |
| 2019                                                                                          | Dyin Breed                                                                 | —           | 106         | —           | —           | —           | —           | —           | - USA: Platino                    | Die a Legend         |
| 2019                                                                                          | Through da Storm                                                           | 125         | 104         | —           | —           | —           | —           | —           | - USA: Platino                    | Die a Legend         |
| 2019                                                                                          | Effortless                                                                 | —           | 106         | —           | —           | —           | —           | —           | - USA: Oro                        | Die a Legend         |
| 2019                                                                                          | Chosen 1                                                                   | —           | —           | —           | —           | —           | —           | —           | - USA: Platino (2)                | Die a Legend         |
| 2020                                                                                          | Don't Believe the Hype                                                     | 88          | 44          | —           | —           | —           | —           | —           |                                   | The Goat             |
| 2020                                                                                          | 21                                                                         | 62          | 27          | —           | 86          | 82          | —           | —           | - USA: Platino (2) - CAN: Platino | The Goat             |
| 2020                                                                                          | 33                                                                         | 93          | 48          | —           | —           | —           | —           | —           | - USA: Oro                        | The Goat             |
| 2020                                                                                          | I Know                                                                     | 95          | 50          | —           | —           | —           | —           | —           | - USA: Oro                        | The Goat             |
| 2020                                                                                          | Beautiful Pain (Losin My Mind)                                             | 92          | 47          | —           | —           | —           | 26          | —           | - USA: Oro                        | The Goat             |
| 2020                                                                                          | Be Something (feat. Lil Baby)                                              | 57          | 23          | —           | 90          | —           | —           | —           | - USA: Platino (2)                | The Goat             |
| 2020                                                                                          | Hate the Other Side (Juice Wrld e Marshmello feat. The Kid Laroi & Polo G) | 10          | 8           | —           | 12          | —           | 3           | —           |                                   | Legends Never Die    |
| 2020                                                                                          | When You Down (con Lil Tecca feat. Lil Durk)                               | 90          | 32          | —           | 77          | —           | 24          | —           |                                   | Virgo World          |
| 2021                                                                                          | Free Promo (Moneybagg Yo feat. Polo G & Lil Durk)                          | 80          | 32          | —           | —           | —           | —           | —           |                                   | A Gangsta's Pain     |
| 2021                                                                                          | Painting Pictures                                                          | 59          | 25          | —           | 58          | —           | —           | —           |                                   | Hall of Fame         |
| 2021                                                                                          | Toxic                                                                      | 63          | 27          | —           | 61          | —           | —           | —           | - USA: Oro                        | Hall of Fame         |
| 2021                                                                                          | Boom                                                                       | 89          | 39          | —           | 83          | —           | —           | —           |                                   | Hall of Fame         |
| 2021                                                                                          | Black Hearted                                                              | 53          | 23          | —           | 47          | 47          | 9           | 65          | - USA: Oro                        | Hall of Fame         |
| 2021                                                                                          | Broken Guitars (feat. Scorey)                                              | 107         | —           | —           | —           | —           | —           | —           |                                   | Hall of Fame         |
| 2021                                                                                          | Go Part 1 (feat. G Herbo)                                                  | 86          | 38          | —           | —           | —           | —           | —           |                                   | Hall of Fame         |
| 2021                                                                                          | Heart of a Giant (feat. Rod Wave)                                          | 83          | 35          | —           | —           | —           | —           | —           | - USA: Oro                        | Hall of Fame         |
| 2021                                                                                          | Zooted Freestyle                                                           | 112         | —           | —           | —           | —           | —           | —           |                                   | Hall of Fame         |
| 2021                                                                                          | Losses (feat. Young Thug)                                                  | 117         | —           | —           | —           | —           | —           | —           |                                   | Hall of Fame         |
| 2021                                                                                          | So Real                                                                    | 104         | 49          | —           | —           | —           | —           | —           | - USA: Oro                        | Hall of Fame         |
| 2021                                                                                          | Fame & Riches (feat. Roddy Ricch)                                          | 109         | —           | —           | —           | —           | —           | —           |                                   | Hall of Fame         |
| 2021                                                                                          | For the Love of New York (con Nicki Minaj)                                 | 101         | 45          | —           | —           | —           | —           | —           |                                   | Hall of Fame         |
| 2021                                                                                          | Clueless (feat. Pop Smoke & Fivio Foreign)                                 | 79          | 32          | —           | 40          | —           | 8           | —           | - USA: Oro                        | Hall of Fame         |
| 2021                                                                                          | Bloody Canvas                                                              | 97          | 42          | —           | 88          | —           | —           | —           | - USA: Oro                        | Hall of Fame         |
| 2021                                                                                          | Malibu (Migos feat. Polo G)                                                | 65          | 28          | —           | 57          | —           | —           | —           |                                   | Culture III          |
| 2021                                                                                          | Cry No More (con G Herbo e Lil Tjay)                                       | 81          | 29          | —           | —           | —           | —           | —           |                                   | 25                   |
| 2021                                                                                          | Rich MF (Trippie Redd feat. Polo G & Lil Durk)                             | 56          | 17          | —           | 57          | —           | —           | —           |                                   | Trip at Knight       |
| "—" indica che l'opera non si è classificata o che non è stata pubblicata in quel territorio. |                                                                            |             |             |             |             |             |             |             |                                   |                      |

## Videografia

### Video musicali
| Titolo            | Data di pubblicazione | Altri artisti                                 | Regista                 | Nota    |
| ----------------- | --------------------- | --------------------------------------------- | ----------------------- | ------- |
| Welcome Back      | 25 gennaio 2018       | /                                             | Shotbytimo              | [ 85 ]  |
| Neva Cared        | 12 marzo 2018         | /                                             | Dinero Films            | [ 86 ]  |
| Gang withMe       | 13 agosto 2018        | /                                             | Ryan Lynch              | [ 87 ]  |
| Man Listen        | 15 agosto 2018        | /                                             | Shotbytimo              | [ 88 ]  |
| Finer Things      | 25 agosto 2018        | /                                             | Ryan Lynch              | [ 89 ]  |
| Hollywood         | 12 novembre 2018      | /                                             | Ryan Lynch              | [ 90 ]  |
| Pop Out           | 13 gennaio 2019       | Lil Tjay                                      | Ryan Lynch              | [ 91 ]  |
| Battle Cry        | 29 gennaio 2019       | /                                             | Ryan Lynch              | [ 92 ]  |
| No Patience       | 6 maggio 2019         | CashMoneyAP, NoCap                            | Chris Jackson           | [ 93 ]  |
| Caroline          | 8 maggio 2019         | Calboy                                        | Ryan Lynch              | [ 94 ]  |
| Deep Wounds       | 17 maggio 2019        | /                                             | Ryan Lynch              | [ 95 ]  |
| FTG               | 1º giugno 2019        | 7981 Kal                                      | Swaggyr                 | [ 96 ]  |
| Dyin Breed        | 9 giugno 2019         | /                                             | Lvtr Kevin, Ryan Lynch  | [ 97 ]  |
| Eternal Living    | 25 giugno 2019        | Lil Poppa                                     | Ryan Lynch              | [ 98 ]  |
| All In            | 5 luglio 2019         | Clever, G Herbo                               | Aka Films               | [ 99 ]  |
| Through da Storm  | 14 luglio 2019        | /                                             | Ryan Lynch              | [ 100 ] |
| Effortless        | 20 agosto 2019        | /                                             | Aka Films               | [ 101 ] |
| Heartless         | 20 settembre 2019     | Mustard                                       | Ryan Lynch              | [ 102 ] |
| Marvelous         | 26 novembre 2019      | Quando Rondo                                  | Louie Knows             | [ 103 ] |
| First Place       | 17 gennaio 2020       | Lil Tjay                                      | Ryan Lynch              | [ 104 ] |
| Go Stupid         | 14 febbraio 2020      | Stunna 4 Vegas, NLE Choppa, Mike Will Made It | Michael Garcia          | [ 105 ] |
| Free Melly        | 20 febbraio 2020      | Lil Gotit                                     | Jake & Oliver           | [ 106 ] |
| Pricetag          | 8 aprile 2020         | Mozzy                                         | Ryan Lynch              | [ 107 ] |
| DND               | 10 aprile 2020        | /                                             | Ryan Lynch              | [ 108 ] |
| 33                | 18 maggio 2020        | /                                             | Ryan Lynch              | [ 109 ] |
| 21                | 15 giugno 2020        | /                                             | Cole Bennett            | [ 110 ] |
| 3 Headed Goat     | 25 giugno 2020        | Lil Durk, Lil Baby                            | Cole Bennett            | [ 111 ] |
| Whatchu on Today  | 26 giugno 2020        | Bankrol Hayden                                | Louie Knows             | [ 112 ] |
| Doors Unlocked    | 5 agosto 2020         | Murda Beatz, Ty Dolla $ign                    | Trey Lyons, David Wept  | [ 113 ] |
| Martin & Gina     | 13 agosto 2020        | /                                             | Reel Goats              | [ 114 ] |
| Bookbag 2.0       | 16 settembre 2020     | BigKayBeezy                                   | Ryan Lynch              | [ 115 ] |
| Epidemic          | 24 settembre 2020     | /                                             | Ryan Lynch              | [ 116 ] |
| Bop It            | 1º ottobre 2020       | Fivio Foreign                                 | Nicholas Jandora        | [ 117 ] |
| The Code          | 30 ottobre 2020       | King Von                                      | Drew Filmed It          | [ 118 ] |
| Goat Talk 2       | 14 novembre 2020      | Hotboii                                       | Ryan Lynch              | [ 119 ] |
| Check on Me       | 18 dicembre 2020      | T9ine                                         | Drew Filmed It          | [ 120 ] |
| GNF (OKOKOK)      | 4 febbraio 2021       | /                                             | Cole Bennett            | [ 121 ] |
| Patience          | 15 marzo 2021         | KSI, Yungblud                                 | Toy Roscoe              | [ 122 ] |
| Headshot          | 22 marzo 2021         | Lil Tjay, Fivio Foreign                       | Reel Goats              | [ 123 ] |
| Rapstar           | 8 aprile 2021         | /                                             | Arrad                   | [ 124 ] |
| Wit Dat           | 30 aprile 2021        | TheHxliday                                    | Kevin Mares             | [ 125 ] |
| Free Promo        | 11 maggio 2021        | Moneybagg Yo, Lil Durk                        | Mharris Films, GT Films | [ 126 ] |
| Gang Gang         | 21 maggio 2021        | Lil Wayne                                     | Roscoe                  | [ 127 ] |
| No Return         | 11 giugno 2021        | The Kid Laroi, Lil Durk                       | Mooch                   | [ 128 ] |
| Painting Pictures | 15 giugno 2021        | /                                             | Ryan Lynch              | [ 129 ] |
| Party Lyfe        | 16 giugno 2021        | DaBaby                                        | Arrad                   | [ 130 ] |
| Bless His Soul    | 9 luglio 2021         | Fredo Bang                                    | Drew Filmed It          | [ 131 ] |
| Toxic             | 14 luglio 2021        | /                                             | Ryan Lynch              | [ 132 ] |
| Lurkin (Remix)    | 16 luglio 2021        | Funk Flex, King Von                           | InFlexWeTrust Films     | [ 133 ] |
| Not Sober         | 22 luglio 2021        | The Kid Laroi, Stunna Gambino                 | Steve Cannon            | [ 134 ] |
| On Go             | 23 luglio 2021        | Sheff G                                       | Ryan Lynch              | [ 135 ] |
| Trenches (Remix)  | 30 luglio 2021        | Morray                                        | Pick Six Records        | [ 136 ] |
| Black Hearted     | 21 agosto 2021        | /                                             | Ryan Lynch              | [ 137 ] |
| Prada (Remix)     | 2 settembre 2021      | Rich the Kid                                  | Gemini Vision           | [ 138 ] |
| Want It All       | 1º ottobre 2021       | Burna Boy                                     | Ryan Lynch              | [ 139 ] |
| Better Days       | 7 ottobre 2021        | Neiked, Mae Muller                            | Tom Dream               | [ 140 ] |
| Jumpin            | 5 novembre 2021       | NLE Choppa                                    | NLE Choppa              | [ 141 ] |